# Championnat d'Aruba de football 2017-2018
Navigation
Saison précédente Saison suivante
La saison 2017-2018 du Championnat d'Aruba de football est la trente-deuxième édition de la Division di Honor, le championnat de première division à Aruba. Les dix meilleures équipes de l'île sont regroupées au sein d’une poule unique où elles s’affrontent au cours de plusieurs phases, avec des qualifications successives, jusqu'à la finale nationale. En fin de saison, le dernier du classement est relégué tandis que les 8e et 9e doivent prendre part à une poule de promotion-relégation.
C'est le SV Dakota qui est sacré cette saison après avoir battu le SV Deportivo Nacional, le tenant du titre, en finale. Il s’agit du seizième titre de champion de l’histoire du club, sacre important qui lui permet de prendre la tête du palmarès du championnat arubais devant le SV Racing Club Aruba (15 titres).

## Les clubs participants
- SV Britannia
- SV Bubali
- SV Caiquetio - Promu de Division Uno
- SV Dakota
- SV Deportivo Nacional - Tenant du titre
- SV Estrella
- SV Juventud Tanki Leender - Promu de Division Uno
- SV La Fama
- SV Racing Club Aruba
- River Plate Aruba

## Compétition
Le barème utilisé pour établir le classement est le suivant :
- Victoire : 3 points
- Match nul : 1 point
- Défaite : 0 point

### Saison régulière
| Rang | Équipe                     | Pts | J  | G  | N | P  | Bp | Bc | Diff |
| ---- | -------------------------- | --- | -- | -- | - | -- | -- | -- | ---- |
| 1    | SV Dakota                  | 41  | 18 | 13 | 2 | 3  | 38 | 17 | +21  |
| 2    | SV EstrellaC               | 39  | 18 | 12 | 3 | 3  | 44 | 20 | +24  |
| 3    | SV Deportivo NacionalT     | 38  | 18 | 12 | 2 | 4  | 49 | 24 | +25  |
| 4    | SV Britannia               | 32  | 18 | 9  | 5 | 4  | 36 | 25 | +11  |
| 5    | SV Racing Club Aruba       | 28  | 18 | 9  | 1 | 8  | 48 | 25 | +23  |
| 6    | SV Bubali                  | 27  | 18 | 8  | 3 | 7  | 31 | 20 | +11  |
| 7    | River Plate Aruba          | 24  | 18 | 8  | 0 | 10 | 41 | 47 | -6   |
| 8    | SV La Fama                 | 17  | 18 | 4  | 5 | 9  | 20 | 38 | -18  |
| 9    | SV CaiquetioP              | 11  | 18 | 3  | 2 | 13 | 20 | 38 | -18  |
| 10   | SV Juventud Tanki LeenderP | 1   | 18 | 0  | 1 | 17 | 15 | 88 | -73  |

|  | Qualification pour le Calle 4                                                   |
|  | Relégation en Division Uno                                                      |
|  | T : Tenant du titre C : Vainqueur de la Coupe d'Aruba P : Promu de Division Uno |

### Calle 4
| Rang | Équipe                 | Pts | J | G | N | P | Bp | Bc | Diff |  | Résultats (▼ dom., ► ext.) | DNa | Dak | Est | Bri |
| ---- | ---------------------- | --- | - | - | - | - | -- | -- | ---- |  | -------------------------- | --- | --- | --- | --- |
| 1    | SV Deportivo NacionalT | 11  | 6 | 3 | 2 | 1 | 9  | 8  | +1   |  | SV Deportivo NacionalT     |     | 1-0 | 2-4 | 0-0 |
| 2    | SV Dakota              | 10  | 6 | 3 | 1 | 2 | 10 | 6  | +4   |  | SV Dakota                  | 2-2 |     | 2-0 | 2-0 |
| 3    | SV EstrellaC           | 10  | 6 | 3 | 1 | 2 | 9  | 6  | +3   |  | SV EstrellaC               | 0-1 | 3-1 |     | 0-0 |
| 4    | SV Britannia           | 2   | 6 | 0 | 2 | 4 | 2  | 10 | -8   |  | SV Britannia               | 2-3 | 0-3 | 0-2 |     |

|  | Qualification pour la finale nationale                |
|  | T : Tenant du titre C : Vainqueur de la Coupe d'Aruba |

### Finale nationale
La finale se joue en deux manches, le 27 juin (match-aller) et 3 juillet (match-retour), sans tenir compte de la différence de buts, avec la possibilité d'un troisième match d'appui.
| Équipe 1              | Résultat | Équipe 2  | Aller | Retour |
| --------------------- | -------- | --------- | ----- | ------ |
| SV Deportivo Nacional | 2 - 4    | SV Dakota | 0 - 0 | 2 - 4  |

## Bilan de la saison
| Championnat d'Aruba de football 2017-2018 |                            |
| Champion                                  | SV Dakota (16e titre)      |
| Coupes et trophées                        |                            |
| Vainqueur de la Coupe d'Aruba 2017-2018   | SV Estrella                |
| Qualifications continentales              |                            |
| Caribbean Amateur Club Championship 2019  | SV Dakota                  |
| Promotions et relégations                 |                            |
| Promus en Division di Honor               | SV Brazil Juniors          |
| Relégués en Division Uno                  | SV Juventud Tanki Leendert |